# Elena Aída Fernicola
Elena Aída Fernicola fue una docente y política argentina del Partido Peronista Femenino. Fue elegida a la Cámara de Diputados de la Nación Argentina en 1951, integrando el primer grupo de mujeres legisladoras en Argentina con la aplicación de la Ley 13.010 de sufragio femenino. Ejerció como delegada del Territorio Nacional de Misiones entre 1952 y 1955.

## Biografía
Se desempeñó como maestra normal en la escuela N.° 110 de Misiones y como directora de la Escuela Profesional de Mujeres de Posadas. Adhirió al peronismo y en 1950 fue delegada censista del Partido Peronista Femenino en Misiones.
En las elecciones legislativas de 1951, fue candidata a delegada territorial del Partido Peronista en el Territorio Nacional de Misiones (antes de ser provincia), siendo una de las 26 mujeres elegidas a la Cámara de Diputados de la Nación Argentina. Asumió el 25 de abril de 1952.
Fue presidenta de la comisión de Territorios Nacionales y desde allí presentó el proyecto de provincialización de los territorios patagónicos y de Formosa, sancionado en 1954 como la Ley 14.315. Integró también la comisión de Presupuesto y Hacienda, y participó del debate sobre la provincialización de Misiones en 1953. Completó su mandato en abril de 1955.
Tras el golpe de Estado de septiembre de 1955, integró la resistencia peronista. Se conocen cartas de Juan Domingo Perón enviadas a ella desde su exilio. Durante el gobierno de Arturo Frondizi, integró un grupo de mujeres abocadas a la reestructuración del movimiento peronista y formó parte de la Delegación Nacional del Comando Superior Peronista.